# Tibor Palánkai
Tibor Palánkai (1º marzo 1938) è un economista ungherese, vincitore del premio Széchenyi e membro dell'Accademia Ungherese Scientifica.
Noto ricercatore dell'economia dell'integrazione regionale ed europea, come della divisione internazionale del lavoro. Vicerettore scientifico della Facoltà di Scienze Economiche Marx Károly d'Ungheria tra 1977- 1983, e rettore della Facoltà di Scienze Economiche di Budapest tra 1997 – 2000.
Dal 2001 è il membro del Consiglio Universitario Europeo (presso la Commissione europea).
Esperto della Commissione Europea con il grado di partecipante, alla valutazione dei programmi Jean Monnet e degli altri programmi dell'Unione europea.

## Biografia
I suoi campi di ricerca sono l'economia e il processo dell'integrazione europea, la teoria dell'integrazione, l'adattamento dei paesi sviluppati e, la ricerca della divisione del lavoro su piano internazionale (dalla prospettiva dell'economia mondiale). All'interno di questi argomenti ha fatto ricerche legati all'integrazione monetaria, la maturità dell'integrazione, riguardo alle nuove adesioni, specialmente l'adesione dell'Ungheria all'Unione Europea.
Ha fatto ricerche legati anche agli argomenti dell'economia dell'energia mondiale, la guerra economica e la conversione delle industrie belliche.
È l'autore o collaboratore di oltre trecento pubblicazioni scientifiche.

## Onorificenze
- Premio dell’Accademia Ungherese Scientifica (1994)
- Premio dell'Ordine di Gran Croce di Merito accordato dalla Repubblica d'Ungheria (1998)
- Premio di ricerca Deák Ferenc (1999, Pro Renovanda Cultura Hungariae)
- Premio Kautz Gyula (2008)
- Premio Széchenyi (2009)
- Premio Jean Monnet (2010)
- Honorarii Doctoratum della Facoltà Pannon di Veszprém

## Pubblicazioni principali
- Gran Bretagna e la Comunità delle Nazioni (1971), KJK. Budapest
- L'integrazione dell'Europa Occidentale (1976) KJK. Budapest
- La guerra economica nell'epoca della dipendenza reciproca (1985) Kossuth. Budapest
- L'adattamento all'economia mondiale dei paesi sviluppati (1986) KJK. Budapest
- Sistemi d'integrazione nell'economia mondiale (1989) KJK. Budapest
- Energie ed economia mondiale (1991) Aula. Budapest
- Economia dell'integrazione europea (1995, 2004) Aula. Budapest
- Integration and Transformation of Central and Eastern Europe (1997) Corvina. Budapest
- Economics of Enlarging European Union (2004) Aula. Budapest
- Non-profit organisations and new social paradigms, Routlegde London and New York, 2013.
- Economics of Global and Regional Integration. Akadémiai Kiadó. Budapest. 2014
- The origin and characteristics of the Euro crisis and solutions in Reframing Europe's Future Challenges and failures of the European construction Series: Routledge 2014 New York, London.
- Altri articoli da lui redatti sul portale www.investorpartner.it  (Piccolo manuale dell'imprenditore)